# Desarrollador de primera
En el ámbito de los videojuegos, una desarrolladora de primera o principal (first-party developer en inglés) es aquella que forma parte de una empresa que es dueña de alguna consola del mercado. Estas desarrolladoras son enteramente propiedad de la empresa a la que pertenecen, por lo que sólo desarrollan videojuegos exclusivamente para las consolas de esa empresa. Estas desarrolladoras pueden haber sido fundadas por la misma empresa o haber sido adquiridas.

## Algunos ejemplos
| Nintendo | Sony | Microsoft |
| --- | --- | --- |
| - 1-UP Studio - IQue - Monolith Soft - ND Cube - Next Level Games - Nintendo EPD - Nintendo STC - Retro Studios - SRD Co. Ltd, | - Bend Studio - Bluepoint Games - Bungie - Firesprite - Guerrilla Games - Housemarque - Insomniac Games - London Studio - Malaysia Studio - Media Molecule - Naughty Dog - Nixxes Software - Pixelopus - Polyphony Digital - San Diego Studio - San Mateo Studio - Santa Monica Studio - Sucker Punch Productions - Team Asobi - Valkyrie Entertainment - XDEV | - 343 Industries - Activision Blizzard - Alpha Dog Games - Arkane Studios - Bethesda Game Studios - Compulsion Games - Double Fine Productions - id Software - inXile Entertainment - MachineGames - Microsoft Casual Games - Mojang - Ninja Theory - Obsidian Entertainment - Playground Games - Rare - Roudhouse Studios - Tango Gameworks - The Coalition - The Initiative - Turn 10 Studios - Undead Labs - World's Edge - Xbox Game Studios Publishing - ZeniMax Online Studios |